# Baptisia australis
Baptisia australis là một loài thực vật có hoa trong họ Đậu. Loài này được (L.) R.Br. miêu tả khoa học đầu tiên.

## Hình ảnh

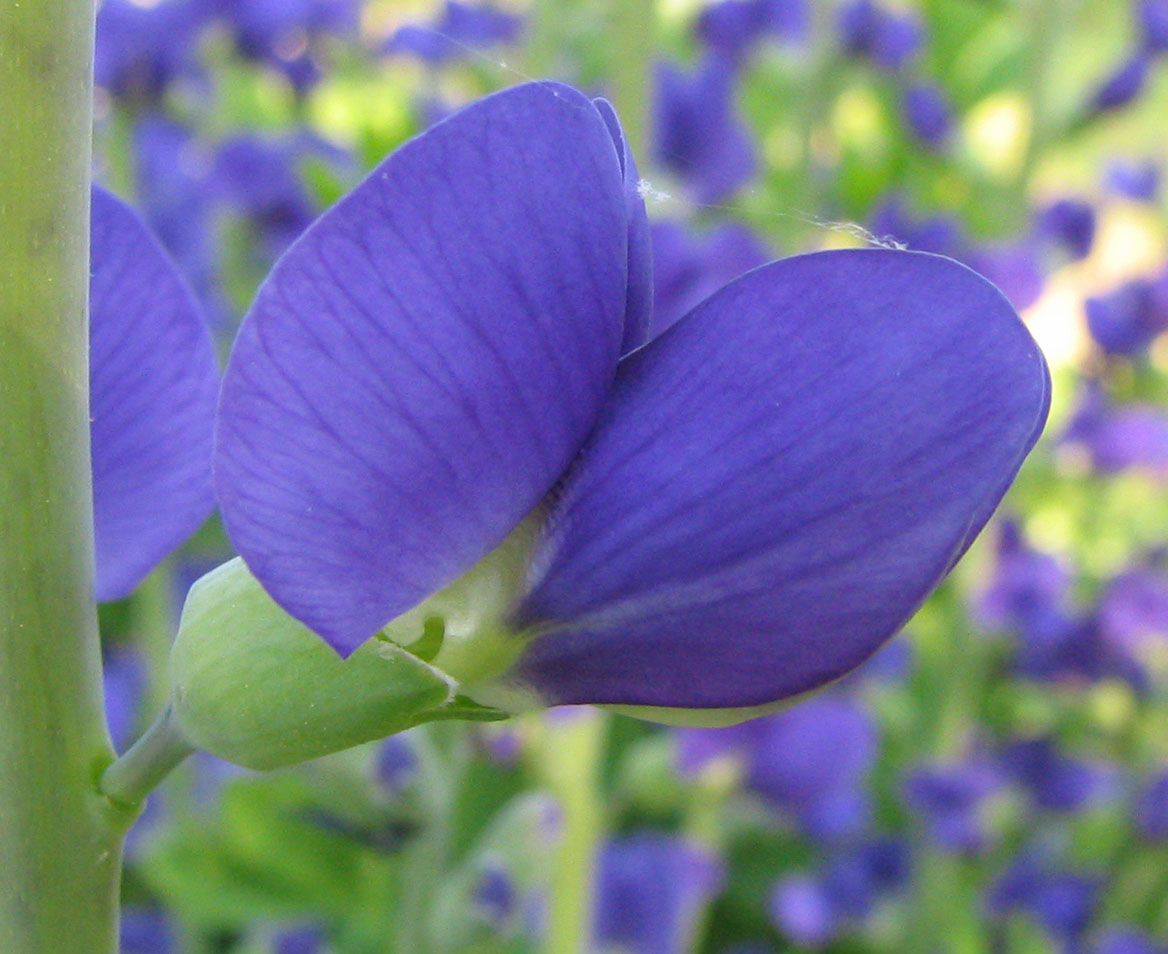
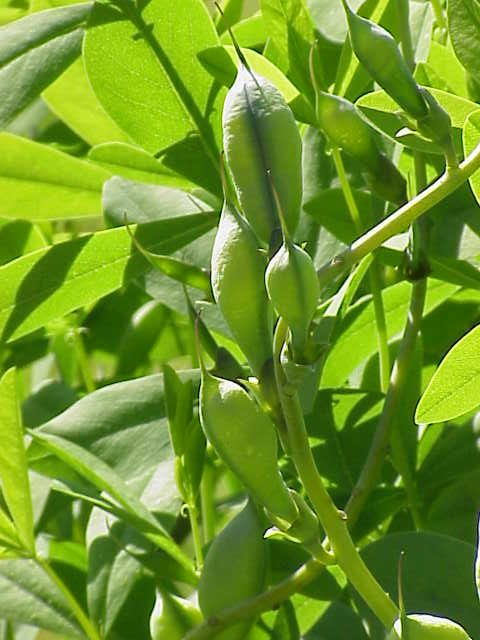
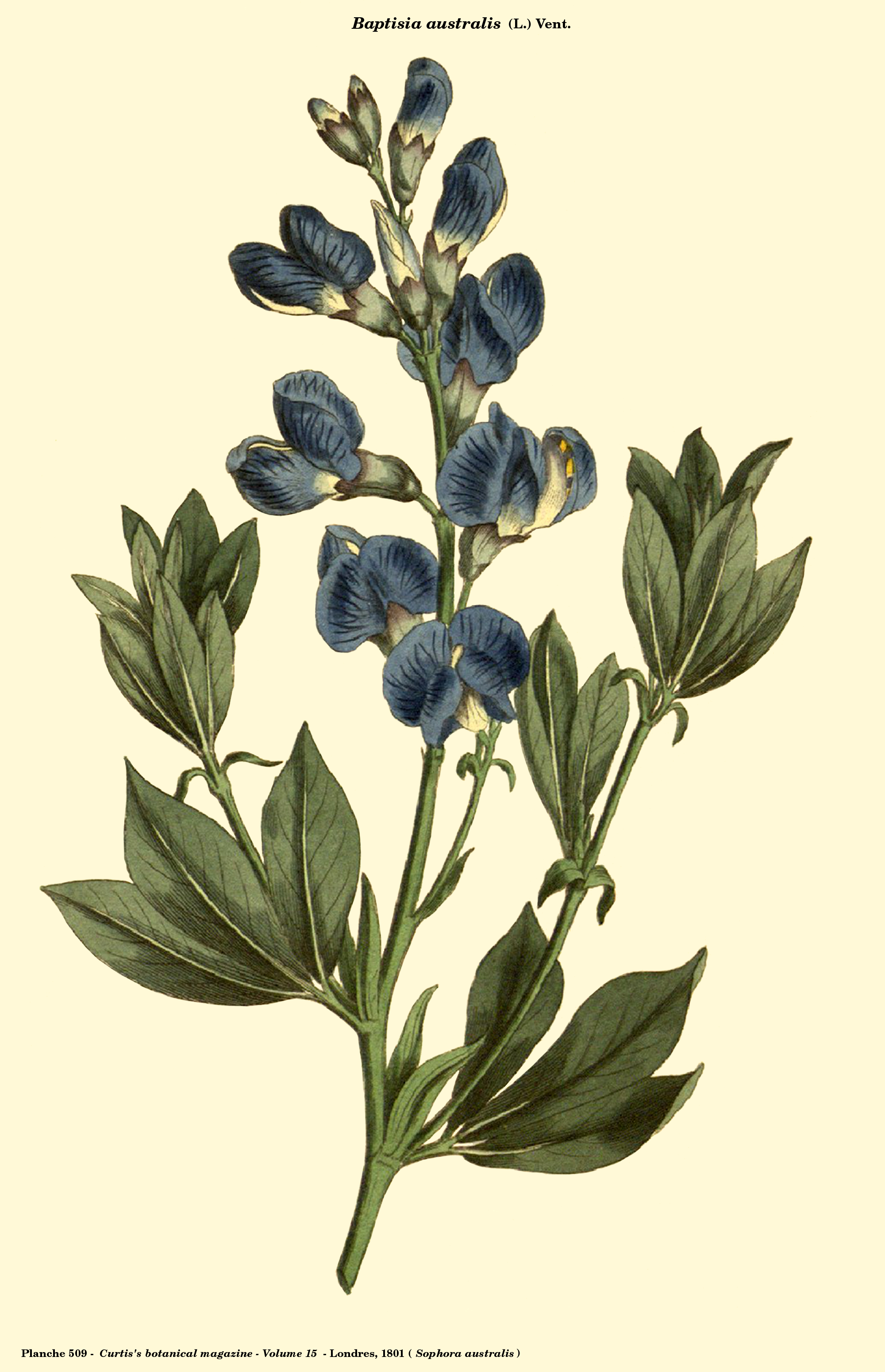